# Kristen French
Kristen Dawn French (10. května 1976 – 19. dubna 1992) byla kanadská školačka, jedna z obětí Karly Homolky a Paula Bernarda. Její únos inicioval vznik kampaně Zelená stužka naděje. Její zavraždění se řadí k nejbrutálnějším zločinům kanadské historie.

## Životopis
Kristen French byla dcerou Douga a Donny Frenchových. Měla staršího bratra Darrena a mladší sestru. Byla úspěšnou a mezi spolužáky oblíbenou žačkou katolické Holy Cross Secondary School ve městě St. Catharines v kanadské provincii Ontario. Krom vynikajícího prospěchu se mohla chlubit i několika medailemi z bruslařských soutěží, na nichž svoji školu reprezentovala. Mimo to milovala veslování a byla členkou školního týmu.

## Únos
16. dubna 1992 (byl zelený čtvrtek a začínal dlouhý Velikonoční víkend) ji na cestě ze školy zastavila Karla Homolka předstírající, že zabloudila. Na pokus Kristen popsat jí cestu odvětila, že je to na ni moc složité, a požádala ji, aby s ní poodešla k jejímu autu a ukázala jí cestu na mapě. Auto stálo opodál, aby se oběť cestou k němu dostatečně vzdálila z rušnější ulice a od proudu ostatních školaček.
Nutno podotknout, že se celkově jednalo velmi dobře promyšlenou past. V St. Catharines tvoří hlavní ulice jakousi změť, vedenou podle starých klikatých indiánských stezek a návštěvníci odjinud se zde ztrácejí a ptají na cestu pravidelně. Karla byla navíc ideální volavka - nejenže vypadala důvěryhodně, ale také byla na svůj věk velice drobná a křehká, takže neexistoval jediný důvod, proč by se jí už na první pohled fyzicky mnohem zdatnější Kristen měla obávat. Paul byl ukryt mimo auto a dívka jej nemohla vidět.
Zatímco hledání na mapě upoutalo dívčinu pozornost, Karlin manžel se k ní nepozorovaně zezadu přiblížil, uchopil ji a pokoušel se ji přinutit nastoupit. Navzdory tomu, že ji přitom ohrožoval nožem, se dívka urputně bránila, oba manželé ji ale nakonec společnými silami vtáhli do auta a odvezli (Kristen během zápasu přišla o chuchvalec vlasů a utrpěla řezné zranění na krku).
Během únosu se manželé nijak nepokoušeli maskovat či zastírat před Kristen své obličeje. Posléze jí sice na nějakou dobu zavázali oči, ale to byla spíše malá epizoda. Vzhledem k tomu, že minimálně Karlu viděla jasně již při únosu, nemohlo mít toto opatření žádný reálný význam a podle znalců sloužilo spíše k dezorientaci a zvýšení zoufalství oběti. Oba únosci už od počátku museli počítat s tím, že dívku nakonec zavraždí. Posléze jí pásku sundali, používali svá jména, volali jménem na psa a celkově si nijak nedělali starosti s tím, co by se mohla dovědět.
Katolickou školu si únosci vybrali, protože předpokládali, že na ní studující dívka bude jistěji panna, po níž Paul toužil, a že bude spíše ochotná Karle pomoci s hledáním cesty. Konkrétně Kristen si Paul vybral proto, že se mu vysoká dívka s kaštanovými vlasy líbila.

## Policie zahajuje pátrání
Rodiče krátce poté začali Kristen postrádat. Policie nalezla místo únosu a na něm zřetelné stopy zápasu: dívčinu botu, její vytrhané a uřezané vlasy a kus mapy, kromě toho únos viděl i očitý svědek. Ten měl být trumfem policie, ovšem opak byl pravdou - pokud měla Kristen nějakou šanci na přežití díky potenciální pomoci policie, tak ji jeho výpověď zcela pohřbila.
Svědek se špatným zrakem, který viděl akci natolik zdaleka a nejasně, že si původně ani neuvědomil, že jde o únos, označil únosce za dva muže a jejich vůz jako světlé (světle šedé) Camaro. Karla a Paul byli ovšem muž a žena, kteří vlastnili a k únosu použili úplně jiné auto (zlatý Nissan). Mohli být tedy prozatím klidní - jedna z největších pátracích akcí v historii Kanady byla na počátku zaměřena zcela špatným směrem a urputná snaha, s níž policie kontrolovala všechny vlastníky vozů Camaro a zastavovala každý vůz tohoto typu, kdykoliv se objevil na ulici, se zcela míjela účinkem.
Dívčini spolužáci ziniciovali v reakci na její zmizení kampaň Zelená stužka naděje, která běží dodnes a má spolu s na ni napojenými činnostmi a organizacemi pomáhat k nalezení zmizelých dětí a poskytovat podporu jejich rodinám. Tisíce dobrovolníků procházeli oblast a plakáty s fotografiemi dívky, fotografiemi figurín oblečených stejně jako ona při únosu a podezřelého auta se objevovaly po celé Kanadě. Všechny naděje však pohasly 30. dubna 1992, kdy bylo v Burlingtonu nalezeno tělo Kristen nesoucí jasné stopy opakovaného znásilňování a brutálního mučení.

## Osud Kristen po únosu
Smrt Kristen byla šokem pro celou Kanadu a vyvolala bouřlivou odezvu. 5. května byla ustavena speciální skupina složená z kanadských policistů a agentů FBI, která dostala za úkol najít vraha Kristen a dříve zavražděné Leslie. Byla pojmenována Green Ribbon Task Force (česky přibližně Zvláštní skupina zelené stužky). Na dopadení vrahů bylo vypsáno několik odměn pohybujících se v nevídaných sumách.
Jako pachatelé hrůzného zločinu byli posléze obviněni Karla Homolka a Paul Bernardo. Kristen nakonec byla třetí a poslední z obětí, jejichž zavraždění se jim podařilo prokázat (více viz případ Bernard & Homolka). Zpočátku stavěla obžaloba na výpovědích Karly, posléze se na scéně objevily videokazety, na které si Paul a Karla nahráli utrpení Kristen a dalších dívek. Ty byly nakonec jedním z klíčových důkazů při jejich odsouzení.
Videokazety ukázaly, že se dívka nejdříve plnila Paulovy příkazy, byť její spolupráce byla značně pasivní, ale to u něj vyvolalo ještě zběsilejší chování a zvrácenější nápady. Dívka po odeznění počátečního šoku začala jeho stupňujícím se požadavkům vzdorovat, což jej dráždilo ještě více. Prosecutor (státní zástupce) zdůraznil, že Kristen trpěla mnohem déle a více, než předchozí oběti, což dle něj zjevně souviselo s jejím statečným chováním a snahou Paula za pomoci fyzického i psychického mučení zlomit její odpor (v čemž zjevně neuspěl). Dívka jej několikrát nazvala bastardem (je to jediné hrubé slovo, které bylo z její strany zaznamenáno). Ke konci odmítla splnit jeho požadavky sexuálních úsluh i hrozby dalším mučením a smrtí slovy: „Pro některé věci stojí za to zemřít.“ (orig. „Some things are worth dying for.“). Její poslední zaznamenaná slova byla určena Bernardovi a zněla „Nechápu, jak s Vámi Vaše žena může zůstávat, když…“ (orig.: „I don't know how your wife can stand to be around you, cause… “).

## Kdo vraždil?
Stejně jako u Leslie Mahaffy se nepodařilo jednoznačně prokázat, kdo z manželů Kristen nakonec zavraždil, byť soud dospěl k závěru, že to byl Paul. Jisté je, že zemřela na Hod Boží Velikonoční, patrně krátce před tím, než oba vrahové zasedli k velikonoční večeři s Karlinými rodiči. Karla tvrdila, že Paul Kristen stejně jako Leslie uškrtil elektrickým kabelem, Paul tvrdil, že odešel z domu a když se vrátil, Karla mu oznámila, že dívku musela zabít, protože se pokusila o útěk (údajně ji měla ubodat grilovací jehlicí). Na kazetách její smrt zachycena nebyla. Pitva prokázala škrcení i bodné rány způsobené tenkým dlouhým předmětem. Patologové nebyli schopni podat jednoznačný posudek - nicméně připustili, že škrcení (které bylo pravděpodobně příčinou smrti) mohlo probíhat ve stejnou dobu, kdy byly zasazeny potenciálně smrtelné rány. Je možné, že Kristen oba manželé zavraždili společně.
Kazety však každopádně zpochybnily Karlinu verzi, že se akcí účastnila nedobrovolně a pasivně – aktivně se na nich účastnila znásilňování a mučení dívky zároveň se svým manželem i samostatně. Činila tak s velkou vynalézavostí a minimálně stejnou brutalitou jako byla jeho a dávala přitom najevo, že jí to působí potěšení. Karla ovšem tvrdila (a stále tvrdí), že nadšení a potěšení jen hrála, aby vyhověla manželovi. Řada znalců to označila minimálně za velmi nepravděpodobné, někteří po zhlédnutí videokazet zpochybnili její verzi a prohlásili, že dle jejich názoru byla osobou, která spoluiniciovala únosy a mohla i vraždit. Žaloba se však rozhodla na tyto názory nebrat zřetel a setrvala na pozici dohody mezi ní a Karlou, která předpokládala, že Karla je oběť přinucená ke spoluúčasti, což Karle výměnou za svědectví zajišťovalo maximálně dvanáctiletý trest pro vraždu 2. stupně.

## Rozsudky
Paul Bernard byl za únosy, mučení, znásilnění a vraždy Kristen a dalších dívek a řadu dalších znásilnění odsouzen na doživotí bez možnosti propuštění. Karla, která pomohla manžela usvědčit, byla již dlouho před ním (a před objevením videokazet) na základě dohody s obžalobou odsouzena za spoluvinnu na 12 let vězení. Přestože se po objevení videokazet objevily pokusy obnovit proces a obžalovat ji jako plného spoluviníka, úřad prosecutora se nakonec rozhodl zůstat v intencích dohody, kterou s Karlou uzavřel (ačkoliv připustil, že kdyby se proces konal znovu, takováto dohoda by už ve světle nových důkazů nebyla možná. Nízká výše jejího trestu pobouřila kanadskou veřejnost, a to tím spíše, že byla založena na velmi diskutabilních a neprokazatelných tvrzeních Karly o nedobrovolnosti její účasti, a že dohoda s vyšetřovateli byla původně uzavřena na základě jejího lživého tvrzení, že se všech akcí účastnila čistě pasivně. Její případ je dodnes udáván jako vzorový příklad zneužití systému dohody mezi obžalobou a svědkem. Karla opustila vězení v roce 2005.
Kanadské soudy nerozhodly pouze o trestech. Frenchovi vyvinuli nezměrné úsilí, aby zabránili zveřejnění a volnému šíření pásek a policejní a soudní dokumentace případu, detailně popisující utrpení jejich dcery. Soudce sám po objevení kazet a zhlédnutí několika sekvencí rozhodl, že ačkoliv jsou videokazety klíčovým důkazem, nebudou promítnuty při veřejném slyšení, protože jejich obsah je natolik hrůzný, že jeho předvedení na veřejnosti je zcela nemyslitelné. Povolil pouze zvukový záznam s písemným komentářem policejních expertů. Ovšem i podrobné soudní protokoly byly podle příbuzných obětí příliš sdílné. Vládní úřady a soudy nakonec učinily bezprecedentní rozhodnutí: soudní zápisy podrobně popisující děj na kazetách, které Homolka a Bernard vyrobili, byly vyňaty z dokumentů přístupných veřejnosti. Dále bylo rozhodnuto, že kazety i veškeré jejich kopie musí být zničeny a jejich obsah (ani obsah podrobné soudní dokumentace) nesmí být publikován (v případě pásek ani zhlédnut) a že případné porušení těchto nařízení bude posuzováno jako výroba, neoprávněné držení či šíření dětské pornografie (Karla Homolka case publication ban).

## Posmrtné pocty
10. května 1992, v den, kdy by Kristen oslavila 16 narozeniny, naposledy závodil její školní veslařský tým. Zvítězil a jeho členky předaly své medaile rodině Frenchových jako posmrtnou poctu Kristen, a dodali, že cítili, že „její duch ten den závodil s nimi“.
Na počest Kristen byl pojmenován Závod zelené stužky v St. Catharines, její pomník stojí na začátku trasy.

## Vztaženo k vraždě Kristen
Spisovatel Stephen Williams, jeden z předních autorů kanadské kriminalistické literatury faktu, byl v letech 2000 a 2005 Korunou volán k odpovědnosti za porušení publikačního zákazu ve dvou svých knihách pojednávajících o případu Homolkových, v nichž zveřejnil přepisy a zakázané detaily některých scén z videokazet (Stephen Williams posléze připustil, že pasáže byly vytvořeny na základě zhlédnutí pásek). Byl za to odsouzen k relativně mírnému trestu a zavázal se, že bude napříště publikační omezení nařízená vládou dodržovat.
V roce 2006 přišel do kin film Bestie Karla, který zcela akceptuje Karlinu verzi událostí. Ve filmu je zobrazen i únos a utrpení Kristen (oběť Kaitlyn Ross hraná Sarah Foret), ovšem snaha brát ohled na diváky a žijící příbuzné vedla k tomu, že zatímco únos je předveden celkem realisticky, následně film pouze předvádí či naznačuje některé mírné formy mučení, kterému musela čelit. Nejhrůznější okolnosti jsou zcela vynechány a celkově si podle filmu nelze udělat o jejím utrpení po únosu realistický obrázek. Natočení a promítání filmu značně pobouřilo kanadskou veřejnost.